# Polka Dot Slim
Polka Dot Slim (eigentlich Vincent Monroe, * 9. Dezember 1919 in Woodsville (Mississippi); † 22. Juni 1981) war ein US-amerikanischer Rhythm-&-Blues- und Blues-Musiker (Gesang, Harmonika).

## Leben und Wirken
Polka Dot Slim, der auch unter dem Pseudonym Mr. Calhoun aufnahm und als einer der letzten Vertreter des Country Blues in New Orleans galt, arbeitete mehrere Jahre in der dortigen Bluesszene. Für J.D. Miller in Crowley nahm er noch unter seinem Echtnamen auf, als „Polka Dot Slim“ in New Orleans 1964 für das Label Instant die Songs Ain't Broke, Ain't Hungry und It's A Thing You Gotta Face. John Broven bezeichnete die Songs in seinem Buch Rhythm and Blues in New Orleans Polka Dot Slims Musik „als den schmutzigsten Blues seit langem“. Er starb vergessen 1981 an der Westküste der USA.